# Helsingør Bymuseum
Helsingør Bymuseum er beliggende i det gamle købstadshus Karmeliterhuset i Sct. Anna Gade 36 i Helsingør. Museet er en del af Helsingør Kommunes Museer.
I 1520 opførte karmelitermunke huset, der skulle fungere som sygehus for syge, udenlandske skibsfolk. Bygningen blev senere omdannet til blandt andet renæssancebolig.
Siden 1973 har huset været bymuseum med spændende udstillinger om Helsingørs historie. I museet ses blandt andet en model af Helsingør, som byen så ud 1801. Der er tillige udstillinger om Helsingørs guldalder, af portrætter af byens borgere og om Helsingør under besættelsen.
Museet indeholder også Helsingør Byhistoriske Arkiv, som er et af landets mange lokalarkiver. De fleste arkivalier vedrørende Helsingørs ældste historie findes dog i Landsarkivet for Sjælland, Lolland-Falster og Bornholm. Arkivalier nyere end fra 1900 findes dog på Helsingør Byhistoriske Arkiv, både hvad angår person-, forenings- og virksomhedsarkivalier.